# 叙永梅花草
叙永梅花草（学名：Parnassia rhombipetala）为卫矛科梅花草属下的一个种。

## 扩展阅读
- 維基物種上的相關：叙永梅花草